# Nonux
Nonux is een Nederlandstalige LiveCD-Linuxdistributie gebaseerd op Slackware Linux. De standaard grafische gebruikersomgeving is GNOME, waarbij gebruik wordt gemaakt van dropline GNOME, een verzameling van scriptbestanden. Nonux is geoptimaliseerd voor zakelijk gebruik en heeft daarom bijvoorbeeld geen spelletjes of chatsoftware aan boord. Dit soort niet-zakelijke software is eventueel wel eenvoudig via de standaard updatefaciliteiten te installeren.
Nonux werd ontwikkeld door de Nederlander Marcel J. Zwiebel van Dataview.

## Versiegeschiedenis
| Nonux versie | Verschijningsdatum | Informatie                                                  |
| ------------ | ------------------ | ----------------------------------------------------------- |
| 1.0          | 4 april 2004       | Liveversie, gebaseerd op Slackware 10.0                     |
| 2.0          | 26 november 2005   | OpenOffice.org 2.0 rc3                                      |
| 3.0          | 1 juni 2006        | Update en meer standaardaccounts                            |
| 4.0          | 21 december 2006   | Versie gebaseerd op Slackware 11.0                          |
| 4.4          | 10 april 2008      | Actuele versie, onderhouds-release met Linuxkernel 2.6.24.2 |